# 儒尼尼奥·保利斯塔
奥斯瓦尔多·吉罗尔多·儒尼奥尔（葡萄牙語：Osvaldo Giroldo Júnior，1973年2月22日—），通称儒尼尼奥·保利斯塔（Juninho Paulista）或儒尼尼奥（Juninho），乃一名巴西足球運動員，司職中場。令人印象深刻的是他曾三度效力英超中游隊伍米杜士堡。

## 生平
祖連奴成名於巴西球會聖保羅，由於在95年一場於英格蘭舉行的四角賽（UmbroCup）中表現出色，年僅22歲已被當時的米杜士堡領隊白賴仁·笠臣垂青，於95-96年球季以450萬磅加盟米杜士堡，成功帶領球隊升班英格蘭超級聯賽，但次年功敗垂成，球隊降班重返甲組，為保巴西國家隊正選席位，祖連奴告別米杜士堡，轉投馬德里體育會，但98年世界杯賽前於西班牙甲組聯賽中足部骨折受傷，令祖連奴無緣出席98世界盃。
直至99-00年球季方再以借用性質重返米杜士堡，但由於未能和馬德里體育會達成轉會協議再次離隊，直至於02-03年球季才能挾2002年世界盃冠軍隊成員之名，從馬德里體育會重返米杜士堡，於03-04年球季為米杜士堡奪得首項英格蘭足球賽最高級別錦標英格蘭聯賽盃。
祖連奴曾代表巴西國家隊達50次，第一次披上國家隊球衣的乃1995年，之後斷斷續續入選。2002年世界杯祖連奴入選國家隊，7場比賽中上陣了5場，結果巴西贏得世界杯冠軍，祖連奴也成為一分子。

## 榮譽
- 英格蘭聯賽杯: 2004
- 世界杯冠軍: 2002